# 曹戴伯
曹戴伯（？—前796年），即姬蘇，為春秋諸侯國曹國君主之一，為曹孝伯之子，曹幽伯之弟，為曹國第八任君主。他於前826年殺曹幽伯自立。曹戴伯於前796年卒，在位30年。